# John Jervis
John Jervis, 1.er Conde de Saint Vincent (Meaford Hall, 9 de enero de 1735-Rochetts, 14 de marzo de 1823) fue un marino y militar británico, Almirante de la Marina Real y primer lord del Almirantazgo.

## Vida
Jervis nació en Meaford Hall, Staffordshire, en 1735. Cuando contaba con apenas trece años de edad, dejó el estudio de las humanidades y se embarcó como guardiamarina en la fragata Gloucester, de 50 cañones. Alcanzó el rango de teniente en 1755, y el mismo año tomó parte en la conquista de Quebec. En 1760 ascendió a primer comandante, y mandó varios buques en el Mediterráneo y en el canal de la Mancha. Sirvió como capitán durante la guerra de Independencia de los Estados Unidos y luchó en la primera batalla de Ushant, en 1778.
Recibió la Honorabilísima Orden del Baño tras la captura del buque francés Pegase en 1782, y al año siguiente entró en el Parlamento Británico, en representación de Launceston y posteriormente de Yarmouth, dentro del partido liberal.
En 1787 obtuvo el flag rank (almirantazgo), y en 1788 se casó con su prima Martha Parker. Con el inicio de las guerras napoleónicas entró en servicio en las Indias Occidentales, cooperando con el ejército en la conquista de las islas francesas. Al volver al Reino Unido en 1795 fue promocionado al rango de almirante. En noviembre tomó el mando en el Mediterráneo, donde mantuvo el bloqueo de Tolón y ayudó a los aliados de Gran Bretaña en Italia.
Fue comandante en jefe de la flota inglesa del Mediterráneo desde 1796 hasta 1799. Uno de sus deberes como jefe era vigilar a la flota española en Cádiz. Derrotó a la flota española en la batalla del Cabo de San Vicente. Ese mismo año, sin embargo, tuvo que hacer frente a los motines de Spithead y Nore.
Jervis previno la ruptura de la cadena de mando mediante la severidad, incluyendo las flagelaciones, el ahorcamiento de marinos y el escarnio público de sus oficiales, uno de los cuales, Sir John Orde, le retó en duelo. En cualquier caso, elevó la disciplina de la marina a un nivel más alto del que nunca tuvo antes. Siempre estuvo dispuesto a promocionar a los buenos oficiales, y la eficiencia del escuadrón con el que Nelson ganó la batalla del Nilo se debió en gran parte a él.
Jervis dejó el mando temporalmente en 1799, debido a su frágil salud, pero se recuperó y reasumió el mando al año siguiente. Se le otorgó el título de conde de San Vicente y se convirtió en Primer Lord del Almirantazgo en 1801.
Tuvo el mando de la flota del Canal desde 1806 hasta 1807, y se retiró de la marina en 1811. Se le confirió el rango de Almirante de la Flota en la coronación del rey Jorge IV del Reino Unido.
Se erigió un monumento a su memoria en la catedral de San Pablo de Londres, y numerosos retratos suyos en diferentes periodos de su vida.
Yo no digo, señores, que los franceses no vayan a venir. Solo digo que no vendrán por mar, dijo dirigiéndose a la Casa de los Lores como primer lord del Almirantazgo en 1801.